# Bir Hima
Bir Hima (en árabe: بئر حما‎) es un yacimiento de arte rupestre en la provincia de Najrán, en el suroeste de Arabia Saudí, a unos 200 km al norte de la ciudad de Naŷrán. 
Antiguo yacimiento del Paleolítico y del Neolítico, el complejo de Bir Hima abarca el periodo comprendido entre el 7000 y el 1000 a. C. Bir Hima contiene numerosas depresiones cuyo tipo es similar desde el norte de Arabia hasta Yemen.
En julio de 2021, la región fue designada parte del Patrimonio de la Humanidad de la UNESCO en Arabia Saudí como el Área Cultural de Ḥimā.

## Historia
La antigua historia de la ocupación humana de este hábitat se atribuye a sus recursos de vida salvaje, agua y el terreno calcáreo. El arte rupestre de Arabia Saudita, que ha encontrado aprecio en los últimos años, está considerado entre los más ricos del mundo junto con otros ejemplos encontrados en Australia, India y Sudáfrica. La zona fue explorada por la expedición Philby-Ryckmans-Lippen de 1951 y publicada por E. Anati (1969-72). Entonces se observó que las imágenes de las rocas estaban inscritas con inscripciones en la formación de arenisca, datadas entre el 300 y el 200 a. C. Su rico patrimonio de petroglifos rupestres no llamó la atención del Departamento de Antigüedades de Arabia Saudita hasta 1976, cuando se investigaron Jubba y otros yacimientos. Uno de los miembros de la expedición que investigó esta forma de arte encontró un yacimiento al oeste de los antiguos pozos de Bir Hima donde registró 250 imágenes.

## Hallazgos
Bir Hima es un antiguo yacimiento paleolítico y neolítico situado al norte de Naŷrán, clasificado como yacimiento del Paleolítico Inferior u olduvayense. Aparte de petroglifos, también se han encontrado aquí herramientas de talla utilizadas para este trabajo artístico (en forma de herramientas de picado o de guijarros), hechas de materiales como cuarcita, andesita y sílex. Las imágenes parecen haber sido inscritas con bronce. Los petroglifos observados, cuando se encontraron inicialmente en la década de 1950, consistían en dagas y espadas, arcos con flechas con puntas de flecha transversales, espadas de hoz y bastones arrojadizos. Estas representaciones se interpretaron como simbólicas del animismo espiritual.
Bir Hima, como parte de Naŷrán, es un tesoro de petroglifos, eclipsado solo por los encontrados en la región de Jubba. Aquí se han identificado 100 yacimientos. En la zona de Naŷrán, se han registrado hasta 6400 ilustraciones humanas y animales, que incluyen más de 1800 camellos y 1300 representaciones humanas.En este importante yacimiento de arte rupestre, además de representaciones de seres humanos, jirafas y otros animales, también se registran las inscripciones del siglo VI de Yusuf Dhu Nuwas, un rey himarita que ocupó Naŷrán. En el yacimiento 217-44 se excavaron varios fragmentos articulados de camello. Aunque sus grabados son probablemente muy anteriores a los de paleta de los cazadores, el guerrero Bir Hima, armado con arco, es casi idéntico a los hombres de la paleta de los cazadores. También se han encontrado miles de inscripciones en diversas escrituras, como el alfabeto al-musmad, el arameo-nabateo, el árabe meridional, el griego y el islámico.

## Galería

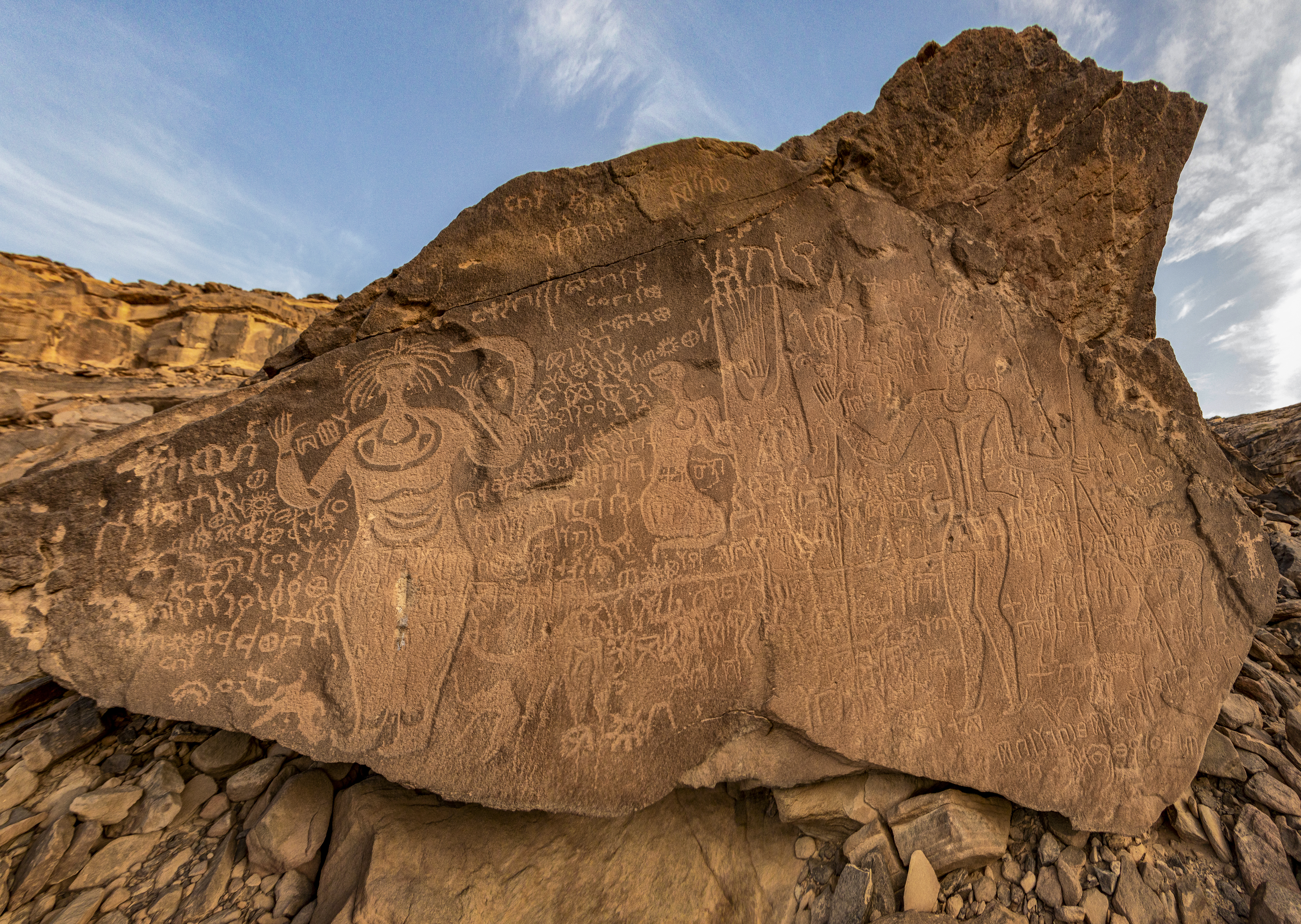
Inscripción de los bailarines.
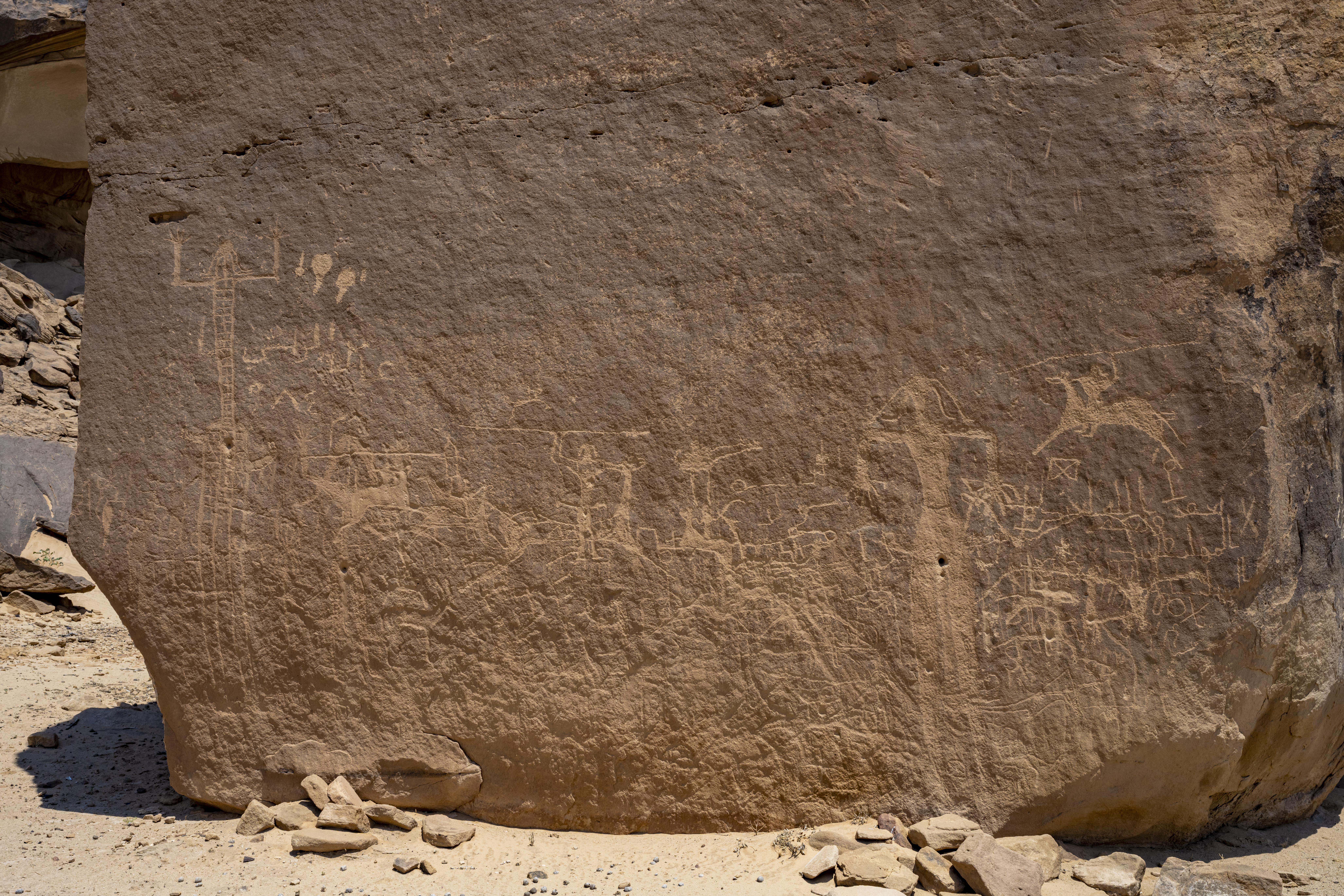
Panorama del Área Cultural de Hima.
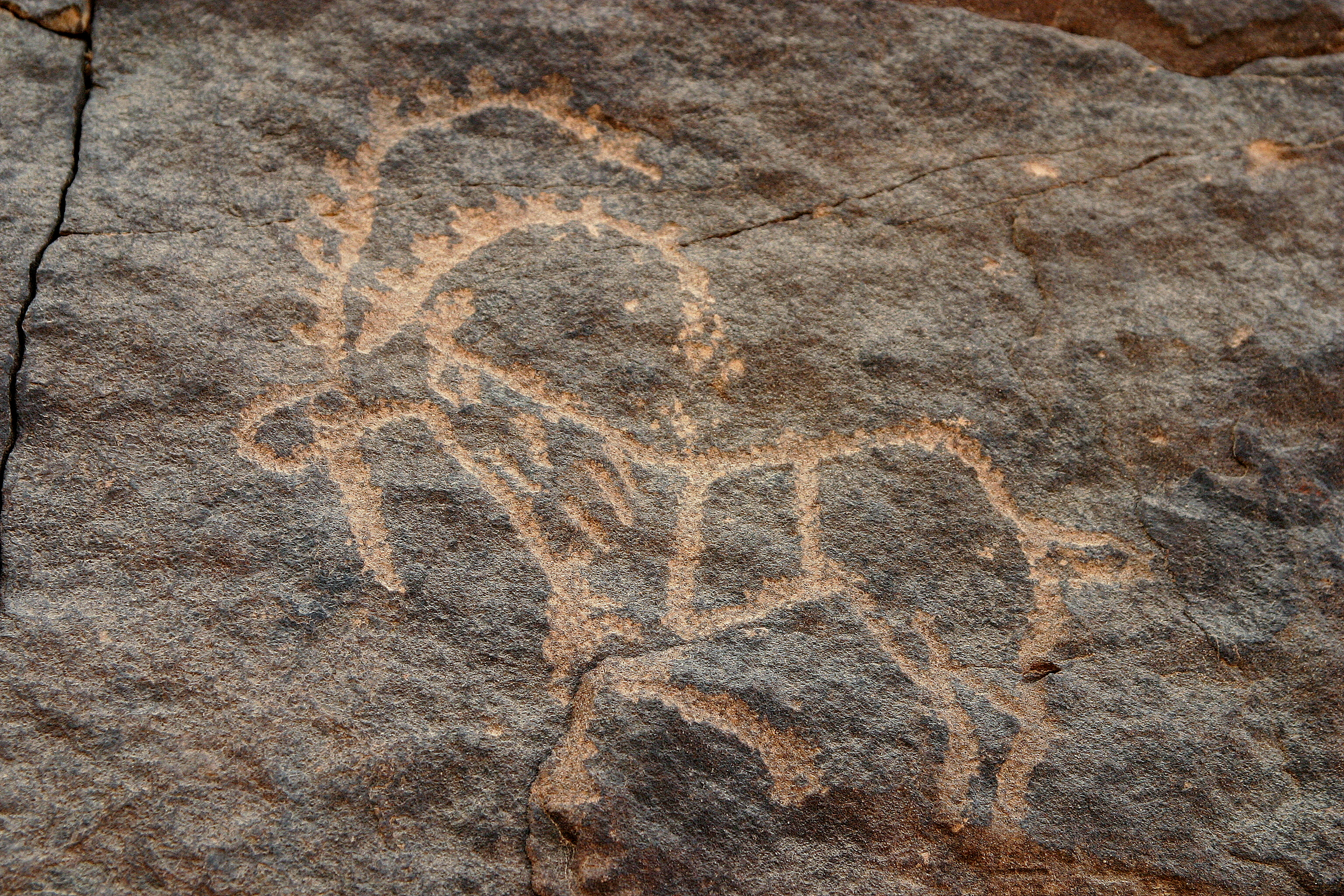
Petroglifo de Bir Hima.
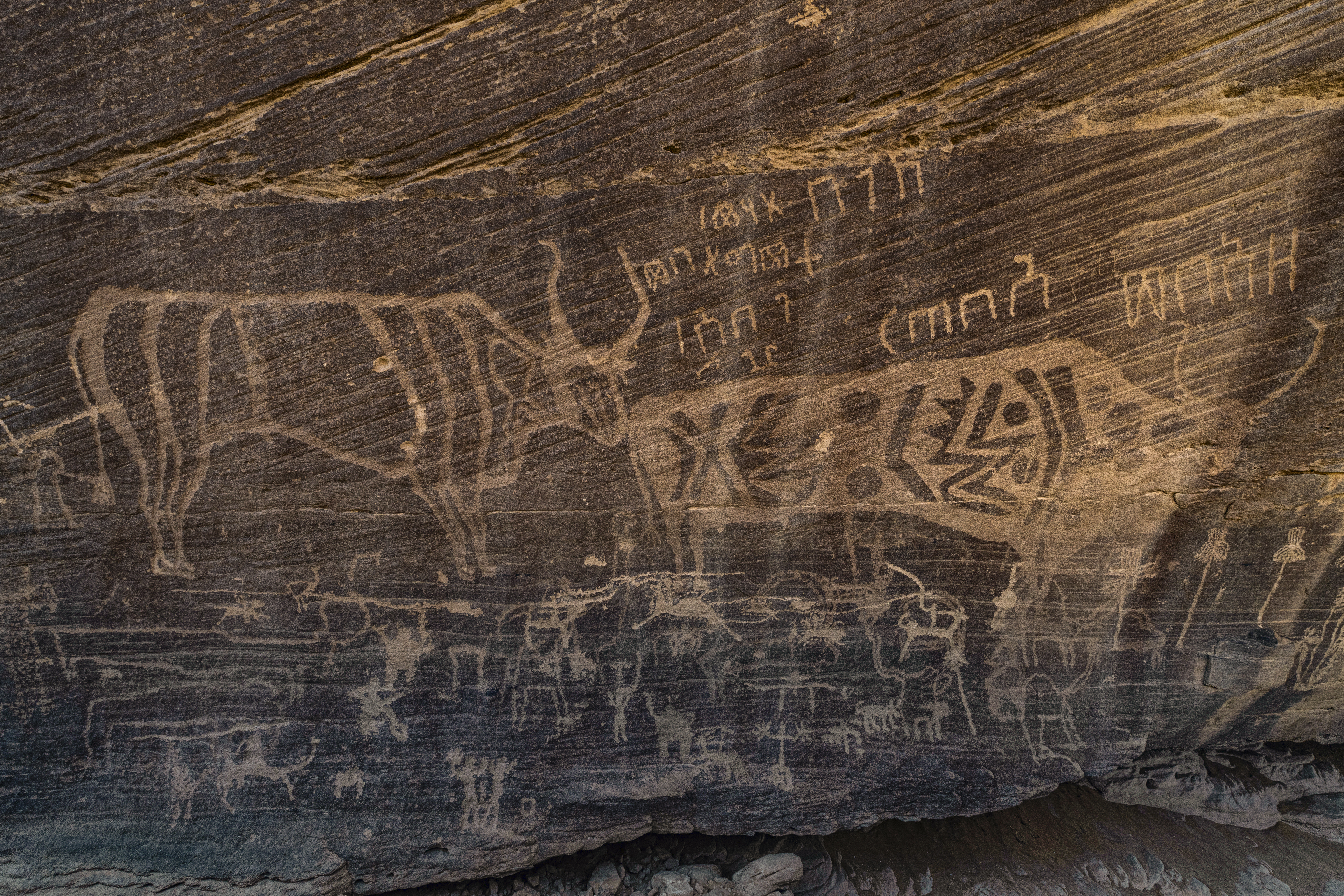
Inscripcioness de Minshaf.
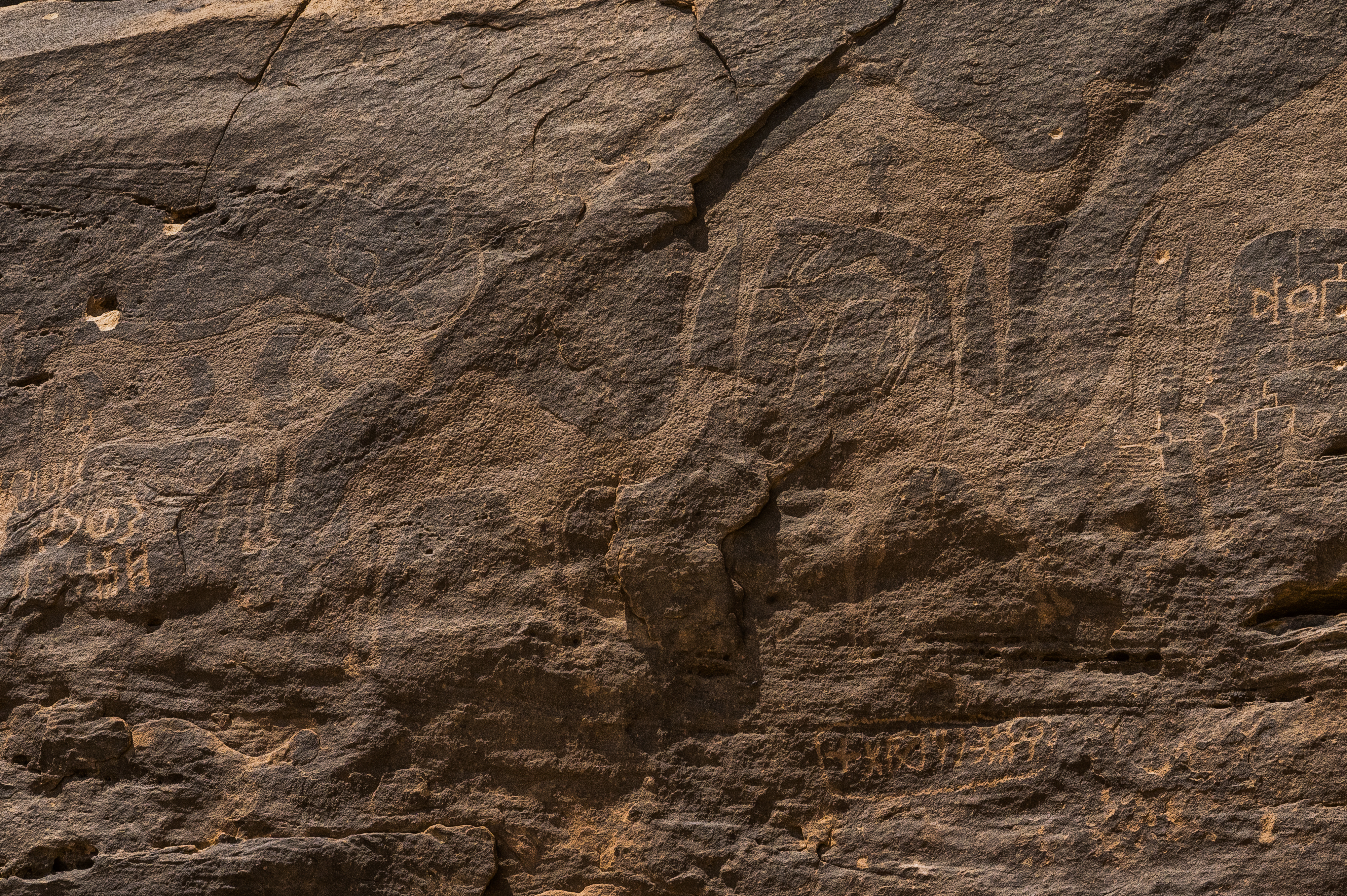
Inscripción de Shasaa.
Inscripciones del monte Hima.